# Алфен-Хам
Алфен-Хам (нід. Alphen-Chaam) — муніципалітет у Нідерландах, у південній частині провінції Північний Брабант, на кордоні із Бельгією.

## Населені пункти муніципалітету
Села
- Алфен
- Бавел (частково)
- Галдер
- Стрейбек
- Улвенгаут (частково)
- Хам

Селища
- Гейкант
- Гет-Сас
- Клостер
- 'т-Занд

## Топографія
Топографічна мапа муніципалітету Алфен-Хам, вересень 2014.

## Визначні мешканці
- Єле Клаасен (нар. 1984 в Алфені) — нідерландський професійний гравець у дартс, наймолодший чемпіон світу.

## Галерея

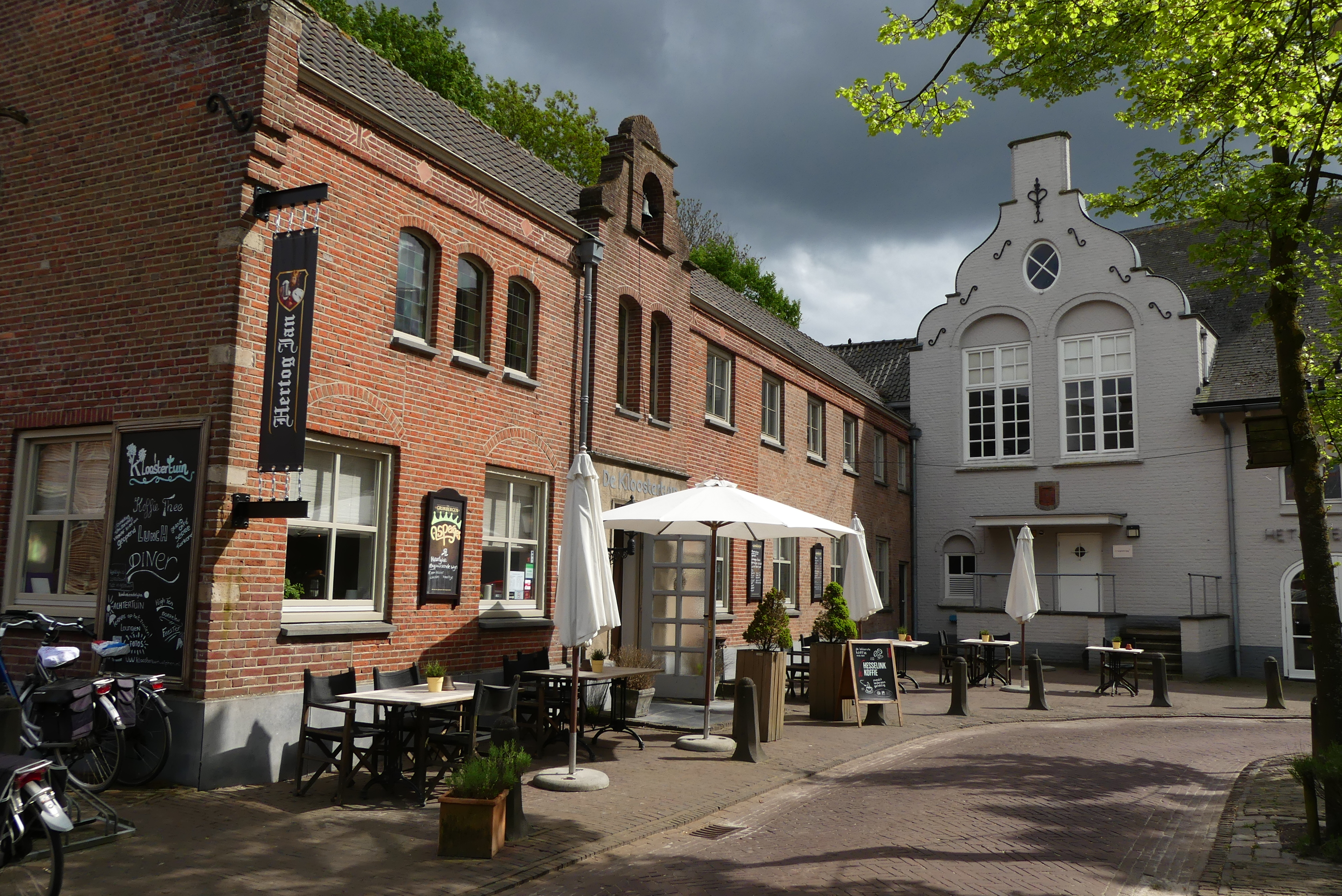
Ресторан в Алфені
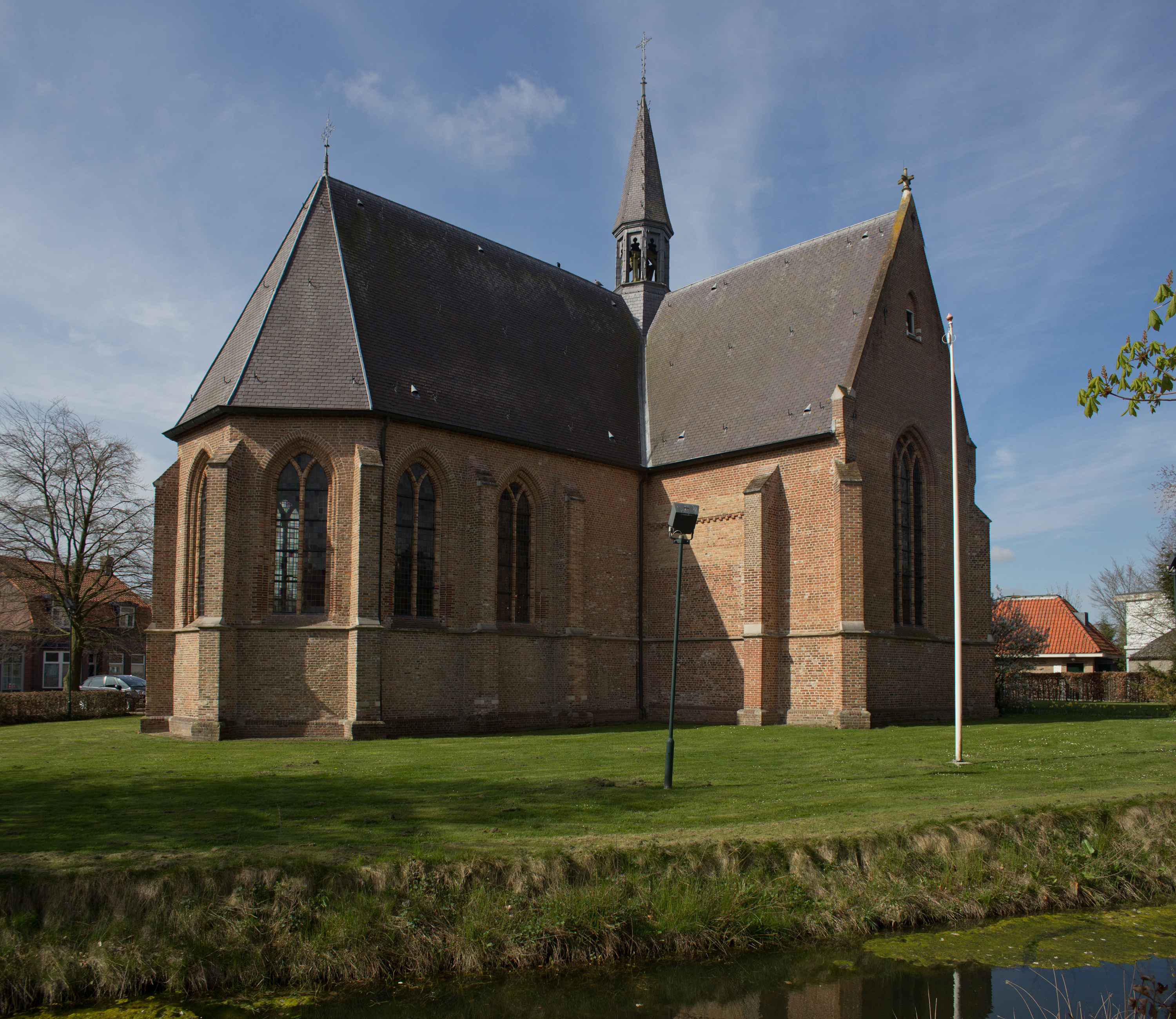
Церква в Хамі
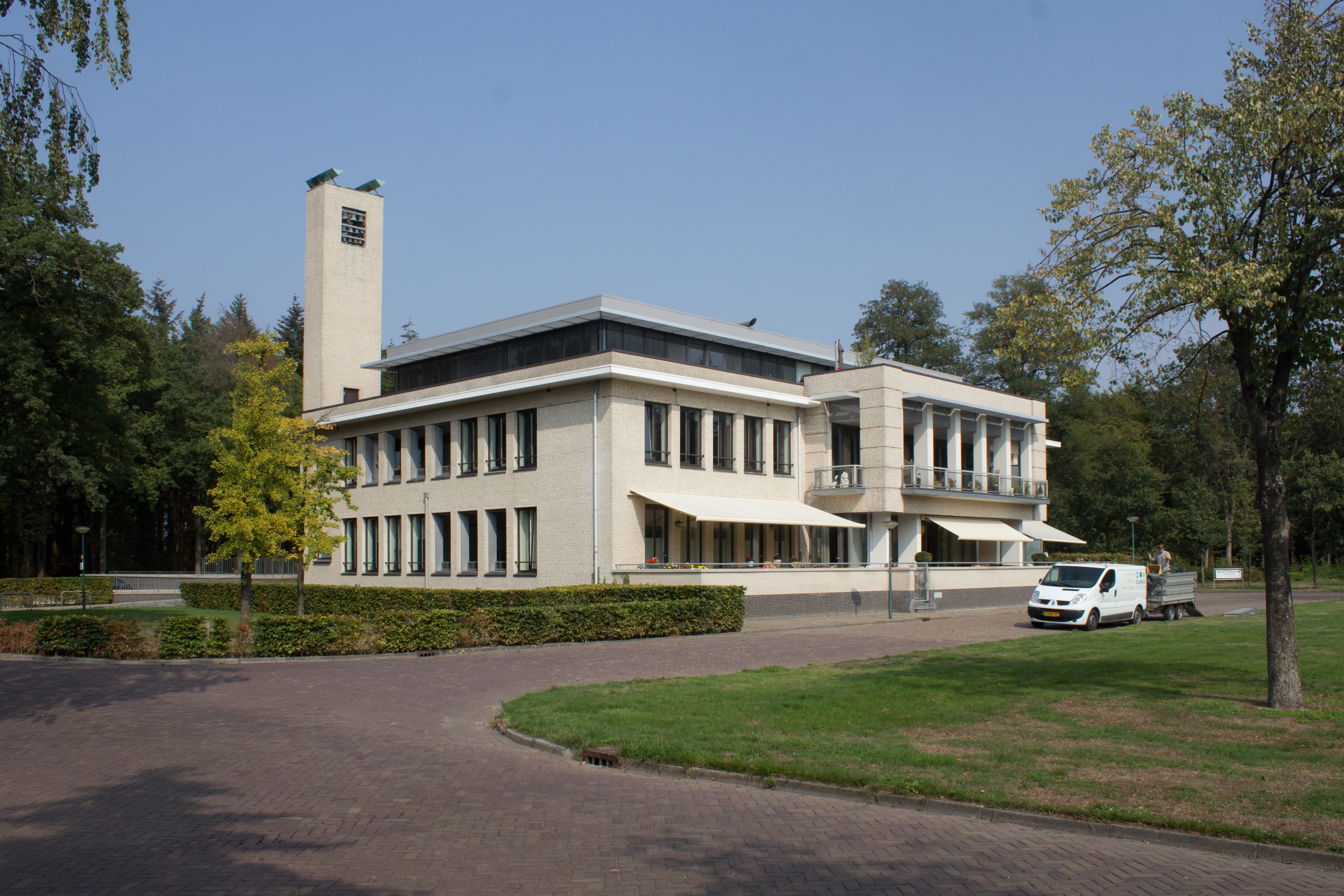
Будівля мерії